# Fats Waller
Thomas 'Fats' Waller (New York, 21 mei 1904 - Kansas City (Missouri), in de Santa Fé Express, 15 december 1943) was een Amerikaans jazzmuzikant. Hij was organist en pianist.
Fats Waller werd geboren als de zoon van een dominee. In de kerk leerde hij spelen op het orgel, vergezeld door zijn moeder.
In 1918 boekte Waller zijn eerste succesje, nadat hij een talentenjacht had gewonnen met het spelen van Carolina Shout van James P. Johnson. Hij had dit nummer leren spelen door het observeren van een pianiste die dit nummer uitvoerde. Niet veel later zou hij pianolessen nemen bij Johnson, de componist van dat nummer.
In 1922 begon Waller met het opnemen van nummers en verdiende hij zijn geld door het spelen in filmzalen en tijdens theatervoorstellingen. In 1927 nam hij enkele nummers op met zijn pianoleraar James P. Johnson voor de show Keep Sufflin. Twee jaar later schreef hij de muziek voor de Broadway-hit Hot Chocolate, samen met zijn vriend Andy Razaff, die de teksten schreef. Waller speelde in de stijl van de zogenoemde Harlem Stride, waarbij de linkerhand snel heen en weer beweegt van een basnoot naar een akkoord in het middenregister.
Het meest succesvolle nummer van Waller was Ain't Misbehavin'. Dit nummer speelde hij voor het eerst met Louis Armstrong en al snel werd het een enorm succes in de Verenigde Staten. De echte doorbraak van Waller kwam echter in 1934. Tijdens een feest van de beroemde componist George Gershwin baarde hij opzien door zijn pianospel en zangpartijen. Een vertegenwoordiger van Victor Records was hierbij aanwezig en zorgde ervoor dat Waller een contract kreeg bij de platenmaatschappij.
Hierna maakte Waller enkele albums. Deze bracht hij allemaal uit onder de noemer Fats Waller and his Rhythm. Zijn band bestond uit zes muzikanten die regelmatig met elkaar samenwerkten, waaronder Zutty Singleton. In die periode was Waller een geliefde gast in nachtclubs en radio-optredens. Bovendien toerde hij door Europa.
In 1943 overleed Waller op 39-jarige leeftijd onverwachts aan een longontsteking. Dit gebeurde in een trein die zich nabij Kansas City in Missouri bevond.
De film Be Kind Rewind gaat zijdelings over het leven van Fats Waller.